# Filosofie van de film
De filosofie van de film is een tak van de esthetica binnen de filosofie die de meest fundamentele vragen over film probeert te begrijpen. De filosofie van de film heeft aanzienlijke overlap met de filmtheorie, een tak van filmstudies.

## Geschiedenis
De eerste persoon die filosofische vragen over film onderzocht, was Hugo Münsterberg. Tijdens het stomme filmtijdperk probeerde hij te begrijpen wat het was aan film dat deze conceptueel onderscheidde van theater. Hij concludeerde dat het gebruik van close-ups, flash-backs en montages uniek was voor film en de aard ervan vormde.
Met het begin van het tijdperk van gesynchroniseerd geluid voor film voerde Rudolf Arnheim aan dat eerdere films esthetisch superieur waren aan de "talkies". Hij was van mening dat de unieke status van film was verwijderd door het toevoegen van technologisch gesynchroniseerd geluid ter vervanging van eerdere live-begeleiding van overigens stille bewegende beelden. In plaats van een unieke kunstvorm te zijn die bewegende lichamen zorgvuldig kon bestuderen, was film slechts een combinatie van twee andere kunstvormen geworden.
In tegenstelling tot Arnheim was André Bazin van oordeel dat het irrelevant is of een film geluid heeft of niet. Hij geloofde dat film, vooral vanwege zijn basis in en relatie met fotografie, een realistisch aspect had. Hij betoogde dat film het vermogen heeft om de echte wereld vast te leggen. De Amerikaanse filosoof Noël Carroll heeft betoogd dat de eerdere karakteriseringen van film, gemaakt door filosofen, de aard van film te eng definieerden en dat ze aspecten van filmgenres ten onrechte samenvoegden met film in het algemeen.
Aspecten van Bazins realistische theorieën zijn ondanks Carrolls kritiek door filosofen aanvaard. De transparantiethese zegt dat film een medium is dat transparant is voor de ware werkelijkheid. Deze these is door de filosoof Kendall Walton aanvaard.

## In de populaire cultuur
De film Waking Life uit 2001 bevat ook een bespreking van de filosofie van de film, waarbij de theorieën van Bazin worden benadrukt. Daarin zegt het personage filosofisch dat elk filmmoment een aspect van God vastlegt.